# Infinity Ward
Infinity Ward är ett amerikanskt datorspelsföretag som ligger i Encino, Kalifornien. Det startades år 2002 av 22 före detta datorspelsutvecklare från företaget 2015, som bland annat har gjort spelet Medal of Honor: Allied Assault. Under samma år som Call of Duty släpptes i affär blev företaget köpt av Activision under oktober 2003.

## Call of Duty gör succé
När Infinity Ward släppte sitt första spel Call of Duty vann det över 80 av årets spel-titlar och dess uppföljare Call of Duty 2 sålde över 1 miljon exemplar på både PC och Xbox 360. Det var det första Xbox 360-spelet att sälja över 1 miljon exemplar i USA.
När Call of Duty 4: Modern Warfare kom 11 november 2007 sålde det över 7 miljoner kopior till 25 januari 2008. Spelet fick under året bland annat pris för bästa grafik, bästa action-spel och årets spel.

## Ludografi
| Speltitel                       | Datum                    | Spelkonsol                                                                 |
| ------------------------------- | ------------------------ | -------------------------------------------------------------------------- |
| Call of Duty                    | 7 november 2003          | Microsoft Windows, Macintosh                                               |
| Call of Duty 2                  | 25 oktober/november 2005 | Microsoft Windows, Xbox 360                                                |
| Call of Duty 4: Modern Warfare  | 9 november 2007          | Microsoft Windows, Xbox 360, Macintosh, Playstation 3                      |
| Call of Duty: Modern Warfare 2  | 10 november 2009         | Microsoft Windows, Xbox 360, Playstation 3                                 |
| Call of Duty: Classic           | 2 december 2009          | Playstation 3 (PSN), Xbox 360 (XBLA)                                       |
| Call of Duty: Modern Warfare 3  | 8 november 2011          | Microsoft Windows, Xbox 360, Wii, Playstation 3                            |
| Call of Duty: Ghosts            | 5 november 2013          | Microsoft Windows, PlayStation 3, PlayStation 4, Wii U, Xbox 360, Xbox One |
| Call of Duty: Infinite Warfare  | 4 november 2016          | Microsoft Windows, PlayStation 4, Xbox One                                 |
| Call of Duty: Modern Warfare    | 25 oktober 2019          | Microsoft Windows, PlayStation 4, Xbox One                                 |
| Call of Duty: Modern Warfare II | 28 oktober 2022          | Microsoft Windows, PlayStation 5, Xbox Series x                            |